# Le Peuple du Tapis
Le Peuple du Tapis (The Carpet People) est un roman de l'écrivain britannique Terry Pratchett publié en 1971, mais réécrit plus tard par l'auteur lorsque son travail devint très répandu et bien connu. 
Une savoureuse façon d'explorer l'infiniment petit en peuplant un simple tapis d'une profusion de monstres terribles... 
Dans la note de l'auteur de la version révisée publié en 1992, Pratchett écrivait : « Ce livre a deux auteurs, et ils étaient tous les deux la même personne. » En effet, il écrivit cette nouvelle à 17 ans, puis, une fois auteur reconnu, ses fans ont commencé à s'intéresser à ce titre... Il décida alors de le retravailler des années après.

## L'histoire

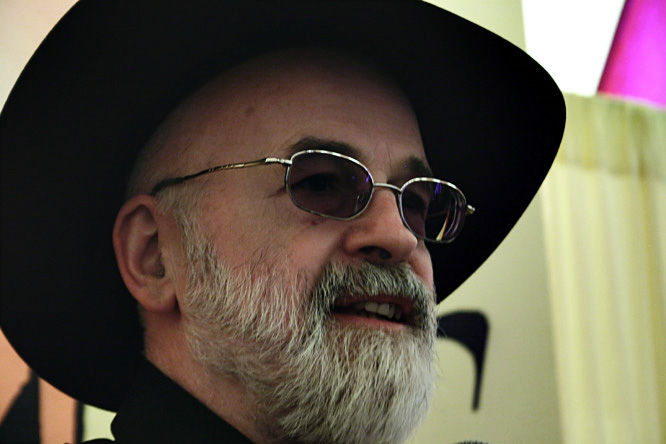
Terry Pratchett, l'auteur.

Sur tout le Tapis règne la paix de l'Empire Dumii. Aux marges de la civilisation, la tribu des Munrungues coule sous les poils une existence paisible. Mais un jour un terrible cataclysme frappe à proximité du village. Une ville Dumiie est broyée par l'ancien monstre des légendes : le grand Découdre est de retour!
Dans son sillage, des créatures féroces parachèvent son œuvre de destruction. Cernés, les Munrungues s'engagent dans un périple à travers les poils, sous la conduite des frères Orkson.
Un voyage qui les conduit à la découverte des merveilles de leur monde et changera pour toujours la vie des Fils de la poussière...

## Traductions
- Die Teppichvölker (allemand)
- Килимените хора (bulgare)
- Tæppefolket (danois)
- Vaibarahvas (estonien)
- Le Peuple du Tapis (français)
- Οι Χαλιμάντζαροι (grec)
- אנשי השטיח (hébreu)
- Il Popolo Del Tappeto (italien)
- Dywan (polonais)
- Kobercové (tchèque)